# Die große Orgie
Die große Orgie (Originaltitel: Vizi privati, pubbliche virtù) des ungarischen Regisseurs Miklós Jancsó entstand 1976 als italienisch-jugoslawische Koproduktion mit gemischter Besetzung und Stab in Jugoslawien. Auf Deutsch bedeutet der Originaltitel so viel wie „Private Laster, öffentliche Tugend“. Stilistisch ist der Film konventioneller als Jancsós Hauptwerke. Das zeigt sich unter anderem beim Schnitt, denn die mehrere Minuten langen Einstellungen, für die Jancsó bekannt geworden war, kommen nicht vor. In den Hintergrund gedrängt ist auch die politische Dimension des Stoffes. Die Handlung ist eine sehr freie Interpretation der ungeklärten Affäre Mayerling von 1889, in der Kronprinz Rudolf von Österreich-Ungarn und seine Geliebte Mary von Vetsera den Tod fanden.

## Handlung
Der österreichisch-ungarische Thronfolger, der junge Kronprinz Rudolf, führt in einer abgelegenen, sonnigen Villa ein frivoles Leben. Er liebt unstandesgemäß die bürgerliche Sofia, räkelt sich nackt im Garten, wälzt sich mit der älteren Bediensteten Therese in Heuhaufen und umgibt sich mit einem bizarren Gefolge. Sein Vater, der Kaiser, hat soeben viele seiner gleichgesinnten Mitstreiter festnehmen lassen. Den Sohn hat er verschont, um einen Skandal zu vermeiden. Rudolf heckt einen Plan aus, um seinen Vater vom Thron zu stürzen.
Er lädt die Töchter und Söhne der einflussreichsten Familien des Kaiserreichs in die Villa zu einem Fest. Er gibt den Gästen reichlich Champagner zu trinken, der mit einem enthemmenden Pulver versetzt ist. Während im Garten eine ungarische Volksmusikgruppe aufspielt, tanzen die jungen Leute bis zum Umfallen und entledigen sich dabei weitgehend ihrer Kleidung. Die Orgie findet des Nachts im Innern der Villa ihre Fortsetzung. Rudolf lässt die Szenerien fotografieren und versucht mit dem Material seinen Vater zu erpressen. Die Antwort des Kaisers ist abschlägig; er schickt ein ihm ergebenes Kommando zur Villa, das den Sohn und seine Geliebte erschießt. Sie konstruieren als offizielle Erklärung des Vorfalls, Rudolf habe aus amourösen Motiven erst Sofia, dann sich selbst umgebracht.

## Hintergrund
Einen Tag nach der Premiere nahm ein italienischer Staatsanwalt den Film in Augenschein. Jancsó wurde zu vier Monaten Gefängnis verurteilt, jedoch einige Monate später in einem Berufungsverfahren freigesprochen, weil Experten festgestellt hatten, dass der Film keine Pornographie, sondern Kunst sei. Das Werk gelangte erneut in die Kinos und spielte in sechs Monaten die Kosten dreifach ein.

## Kritik
Der katholische film-dienst ging 1977 von der Absicht Jancsós aus, den Frühkapitalismus kritisch zu beleuchten: „Als Zuschauer hat man freilich beträchtliche Mühe, den zeitkritischen Kern der degoutanten Angelegenheit zu Tage zu fördern; denn mit der gleichen Ausführlichkeit, mit der er einst das Ritual des Ausgeliefertseins inszenierte, verweilt Janscó nun in unangemessen pittoresken Einstellungen auf den schier endlosen faunischen Tänzen nackter Männlein und Weiblein.“ Der Film sei aber in Schutz zu nehmen vor der dreisten Synchronisation des deutschen Verleihs, der ihm Dialoge wie in einem billigen Sexfilm verpasst habe. In seinem Buch zur Filmgeschichte Ungarns meinte Burns (1996): „Der Publikumserfolg dieses Films hängt zweifellos mit seiner ausführlichen, lustvollen und vielfältigen Darstellung sexueller Vergnügen zusammen. Und das zu Recht, denn der Film ist ein Lobgesang auf sinnliche Wonnen, in prächtigen Farben und warmen Tönen fotografiert, mit einer frischen Spontaneität beschworen, die im Kino nur selten ihresgleichen findet.“ In einer ähnlichen Publikation stellte Jeancolas (1989) fest, dass die Nacktheit entgegen Jancsós früheren Werken keine allegorische Bedeutung mehr habe, sie sei „absichtsvoll erotisch, an der Grenze zum Softporno“. Malcolm sprach in einem Beitrag über Jancsó (2003) von „einer Art bitteren Erotika“.
Eine deutsche DVD erschien 2012. Aus diesem Anlass nannte die Cinema das Werk eine „durchkomponierte Kunstkino-Provokation“. Sascha Westphal von epd Film verwarf die über Jahrzehnte vorherrschende Einschätzung als Quasipornografie. Die in „grandiosen, von einem magischen Licht durchfluteten Bildern“ gestaltete „anarchistische Vision bleibt ein Stachel im Fleisch jeder autoritäten Gesellschaft.“ Michael Kienzl von critic.de argumentierte ähnlich: „Sex, aber auch das gepflegte Faulenzen als Verweigerung, sich an einem Krieg zu beteiligen, ist hier ein revolutionäres Mittel, ein subversiver Angriff auf die heuchlerisch puritanische Elterngeneration.“ Im vielleicht nicht besten der Filme Jancsós seien „sich Kunstkino und Softporno so nahe“ wie es selten vorkomme.